# جد هریس
جد هریس (انگلیسی: Jed Harris; ۲۵ فوریهٔ ۱۹۰۰ – ۱۵ نوامبر ۱۹۷۹) تهیه‌کننده فیلم، کارگردان سینما و تئاتر و فیلم‌نامه‌نویس اهل ایالات متحده آمریکا بود. وی بین سال‌های ۱۹۲۵ تا ۱۹۵۶ میلادی فعالیت می‌کرد.
او بابت فعالیت‌های هنری‌اش برندهٔ جوایز گوناگونی همچون جایزه تونی و جایزه پولیتزر شد و عکسش بر روی جلد مجلهٔ تایم منتشر شد. او به‌همراهِ «تام رید» در بیست و هفتمین دوره جوایز اسکار، نامزدِ دریافتِ جایزه اسکار بهترین داستان شد.
از فیلم‌ها یا مجموعه‌های تلویزیونی که وی در آن‌ها نقش داشته‌است می‌توان به الگو اشاره نمود.